# Mosquée de Monemvasia

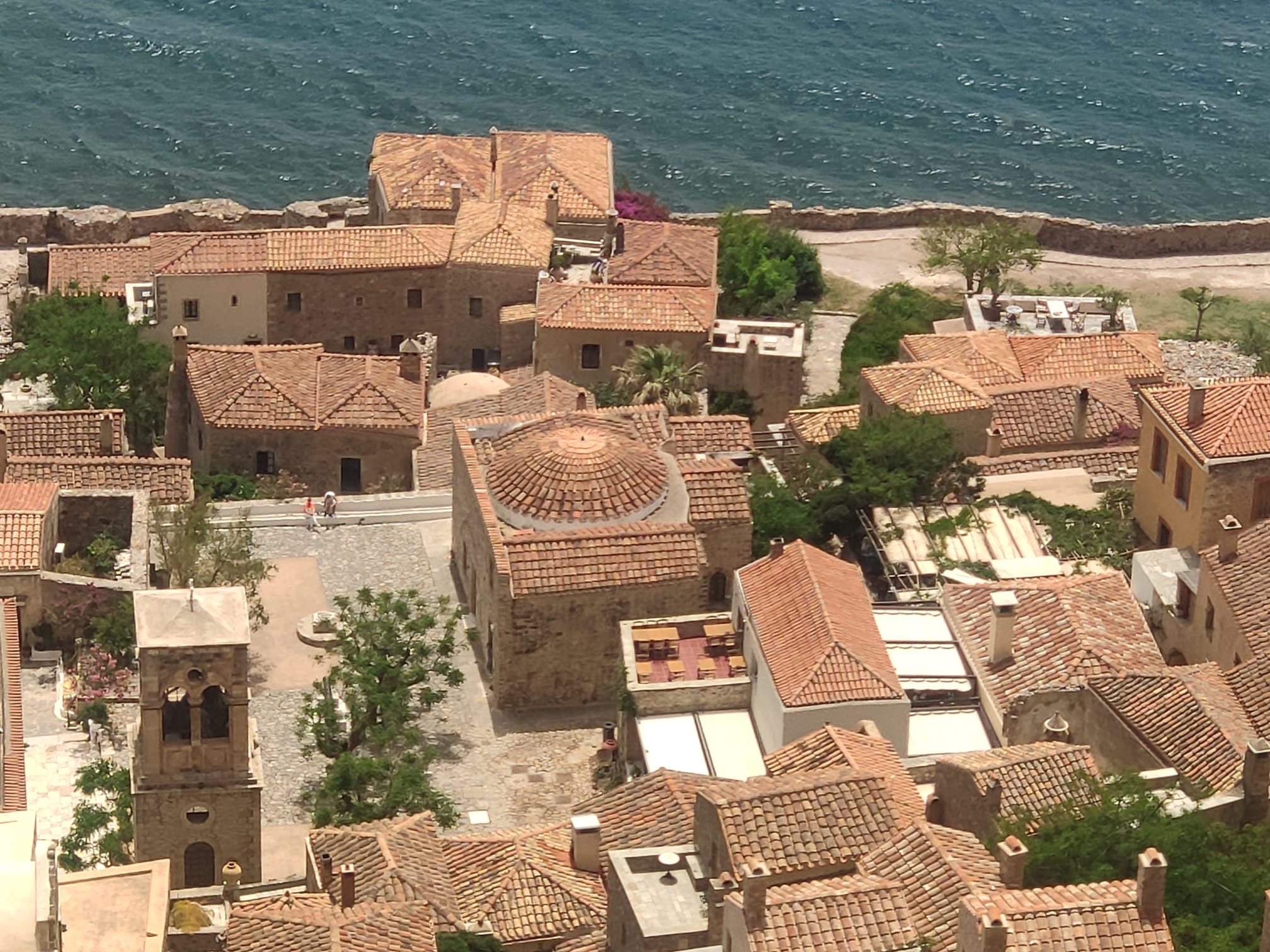
Vue de la mosquée, au centre, depuis les hauteurs.

Intérieur de la mosquée et exposition d'un templon en marbre.

La mosquée de Monemvasia (en grec moderne : Τζαμί Μονεμβασίας / Tzamí Monemvasías) est un édifice ottoman situé dans la ville basse de Monemvasia, dans le Péloponnèse, en Grèce. L'ancienne mosquée restaurée abrite depuis 1999 la collection archéologique de la ville.

## Histoire
En novembre 1540, les Ottomans prirent possession de la place forte vénitienne de Monemvasia. Peu après la conquête, une mosquée fut érigée au sud de la place centrale de la ville basse, en face de l'église métropolitaine Elkómenos Christós. Selon la tradition locale, l'édifice fut construit à l'emplacement d'une église vénitienne du XVIe siècle dédiée à saint Pierre, évêque de Monemvasia au VIIIe siècle,. Cependant, aucune trace ne semble attester la présence initiale d'une église dans l'architecture actuelle des voûtes inférieures du monument. Selon l'historienne Cháris Kalligá, une loggia vénitienne non achevée aurait plus probablement précédée la mosquée.
Durant la seconde occupation vénitienne (1690–1713), l'édifice fut transformé en hospice, vraisemblablement à l'initiative de moines capucins, ou bien en église dédiée à saint Antoine de Padoue. Reconverti au culte musulman lors de la seconde domination ottomane (1715–1821), le monument devint une prison à l'indépendance de la Grèce, comme l'atteste le diplomate Thomas Wyse. Au début du XXe siècle, lorsque l'architecte et historien Ramsay Traquair visita Monemvasia, le lieu servait de café,,.
Depuis 1999, à la suite de travaux de restauration, l'ancienne mosquée abrite la collection archéologique de la ville ainsi que des bureaux de la 5e Éphorie des antiquités byzantines,. Sont notamment exposés les vestiges d'un templon en marbre du XIIe siècle, des éléments sculptés provenant de l'église Sainte-Sophie, de la céramique et des objets du quotidien de la période paléochrétienne à la fin de la domination ottomane,.

## Architecture
L'architecture du monument est de nos jours difficilement lisible à cause des reconstructions et changements d'usage successifs. Le lieu présente actuellement une salle de prière carrée de 6,5 m de côté intérieur, une extension rectangulaire à l'ouest, tandis que sur le côté nord, un espace à deux étages sert aujourd'hui d'accueil pour les visiteurs et de bureaux pour le service archéologique. Le mihrab et le porche ne sont pas conservés. La coupole, culminant à l'origine à 8,5 m de hauteur, repose sur quatre trompes. Le minaret, aujourd'hui détruit, occupait l'angle sud-ouest.